# Ян Дворжачек (футболіст)
Ян Дворжачек (чеськ. Jan Dvořáček, нар. 29 січня 1898, Жижков — пом. 18 листопада 1964) — чехословацький футболіст, що грав на позиції нападника. Колишній гравець національної збірної Чехословаччини. Триразовий чемпіон Чехословаччини у складі клубів «Спарта» (Прага) і «Вікторія» (Жижков).

## Клубна кар'єра
Виступав у складі команди «Уніон» (Жижков). В 1921 році команда досягла найвищого успіху у чемпіонатах країни, посівши друге місце у Середньочеській лізі, де грали провідні клуби Чехословаччини. Того ж року Дворжачек був уперше викликаний до національної збірної Чехословаччини.
В 1922 році переходить до складу «Спарти», найсильнішої команди у країні. В 1923 році з Яном у складі клуб вп'яте поспіль здобув звання чемпіона Середньочеської ліги.
У першому професіональному чемпіонаті Чехословаччини 1925 року Дворжачек зіграв лише одну гру, а його команда стала другою. Але уже наступна першість 1925-26 років стала тріумфом і для «Спарти», і для гравця. Клуб здобув перемогу, а Дворжачек став найкращим бомбардиром чемпіонату з результатом 32 голи у 18 матчах. Ще один титул чемпіона Ян здобув наступного сезону, зігравши 4 матчі (з семи можливих), у яких він забив 3 голи.
Третій поспіль титул чемпіона Дворжачек виграв у 1928 році, але уже у складі нового клубу — «Вікторії» (Жижков). «Вікторія» перервала гегемонію клубів «Спарти» і «Славії». Клуб із Жижкова жодного разу не програв прямим конкурентам (зі «Славією» зіграли 2:2 і 4:3, зі «Спартою» — 5:3 і 1:1) і заслужено став чемпіоном. На рахунку Дворжачека 7 матчів і 4 голи у тому сезоні.
Влітку 1928 року «Вікторія», як чемпіон Чехословаччини, взяла участь у кубку Мітропи, престижному міжнародному турнірі для найсильніших команд Центральної Європи. В 1/4 фіналу чехословацький клуб зустрічався з представником Югославії клубом «Граджянскі» (Загреб). Несподівано поступившись без Дворжачека у складі у Загребі 2:3, «Вікторія» взяла упевнений реванш вдома — 6:1, а один з голів забив Ян. У півфіналі суперником команди з Жижкова став віденський «Рапід». У домашній грі Дворжачек забив три м'ячі, а його команда здобула вольову перемогу з рахунком 4:3. У матчі відповіді Ян знову забив, але «Вікторія» поступилась 2:3. Тому для виявлення переможця був призначений додатковий матч, перемогу у якому здобули більш досвідчені австрійці — 1:3.

## Виступи за збірну
За національну збірну дебютував 13 листопада 1921. У Празі чехословацькі футболісти зіграли внічию зі збірною Швеції (2:2). У наступній своїй грі в червні 1922 року забив два голи у Копенгагені збірній Данії (перемогли 3:0). Пізніше забивав голи, зокрема, у ворота збірних Італії (5:1) і Угорщини (2:0), а також зробив хет-трик у грі проти Югославії (7:0).
Протягом кар'єри провів у формі головної команди країни 12 матчів, забивши 10 голів.
Також грав у складі збірної Праги. Одним з найвідоміших його матчів за збірну міста був поєдинок проти збірної Парижа в 1922 році. Празька команда, за яку виступали 8 гравців «Спарти» і 3 представники «Уніона», здобула перемогу в столиці Франції з рахунком 2:0. Ян став автором першого гола в матчі.

### Статистика виступів за збірну
| Дата       | Місто      | Господарі      | Результат | Гості          | Турнір                   | Голи | Примітки |
| ---------- | ---------- | -------------- | --------- | -------------- | ------------------------ | ---- | -------- |
| 13.11.1921 | Прага      | Чехословаччина | 2 – 2     | Швеція         | товариський матч         | -    |          |
| 11.06.1922 | Копенгаген | Данія          | 0 – 3     | Чехословаччина | товариський матч         | 2    |          |
| 28.06.1922 | Загреб     | Югославія      | 4 – 3     | Чехословаччина | товариський матч         | 1    |          |
| 13.08.1922 | Стокгольм  | Швеція         | 0 – 2     | Чехословаччина | товариський матч         | 1    |          |
| 06.05.1923 | Прага      | Чехословаччина | 2 – 0     | Данія          | товариський матч         | -    |          |
| 27.05.1923 | Прага      | Чехословаччина | 5 – 1     | Італія         | товариський матч         | 1    |          |
| 31.08.1924 | Прага      | Чехословаччина | 4 – 1     | Румунія        | товариський матч         | 1    |          |
| 11.10.1925 | Прага      | Чехословаччина | 2 – 0     | Угорщина       | товариський матч         | 1    |          |
| 28.10.1925 | Прага      | Чехословаччина | 7 – 0     | Югославія      | товариський матч         | 3    |          |
| 14.03.1926 | Відень     | Австрія        | 2 – 0     | Чехословаччина | товариський матч         | -    |          |
| 06.06.1926 | Будапешт   | Угорщина       | 2 – 1     | Чехословаччина | товариський матч         | -    |          |
| 23.10.1927 | Прага      | Чехословаччина | 2 – 2     | Італія         | Кубок Центральної Європи | -    |          |
| Усього     |            | Матчів         | 12        |                | Голів                    | 10   |          |

## Статистика виступів

### Статистика виступів у Кубку Мітропи
| №                      | Розіграш               | Стадія                 | Дата та місце проведення | Команда 1              | Рахунок | Команда 2           | Голи          |
| ---------------------- | ---------------------- | ---------------------- | ------------------------ | ---------------------- | ------- | ------------------- | ------------- |
| 1                      | 1928                   | 1/4                    | 2.09.1928, Прага         | Вікторія (Жижков)      | 6:1     | Граджянскі (Загреб) | 29'           |
| 2                      | 1928                   | 1/2                    | 8.09.1928, Прага         | Вікторія (Жижков)      | 4:3     | Рапід (Відень)      | 44', 63', 64' |
| 3                      | 1928                   | 1/2                    | 16.09.1928, Відень       | Рапід (Відень)         | 3:2     | Вікторія (Жижков)   | 25'           |
| 4                      | 1928                   | 1/2                    | 23.09.1928, Відень       | Рапід (Відень)         | 3:1     | Вікторія (Жижков)   |               |
| Всього в Кубку Мітропи | Всього в Кубку Мітропи | Всього в Кубку Мітропи | Всього в Кубку Мітропи   | Всього в Кубку Мітропи | 4       |                     | 5             |

## Титули і досягнення
«Спарта»:
- Чемпіон Чехословаччини: 1925-26, 1927
- Переможець Середньочеської ліги: 1923
- Найкращий бомбардир чемпіонату Чехословаччини: 1925-26 (32 голів)

«Вікторія»:
- Чемпіон Чехословаччини: 1927-28